# Elba-Elster
Elba-Elster (em alemão:  Elbe-Elster) é um distrito (kreis ou landkreis) da Alemanha localizado no estado de Brandemburgo.

## Cidades e municípios
| Cidades (livres) | Ämter - associações municipais | |
| 1. Bad Liebenwerda 2. Doberlug-Kirchhain 3. Elsterwerda 4. Falkenberg/Elster 5. Finsterwalde 6. Herzberg (Elster) 7. Mühlberg 8. Schönewalde 9. Sonnewalde 10. Uebigau-Wahrenbrück Municípios (livres) 1. Röderland | 1. Elsterland 1. Heideland 2. Rückersdorf 3. Schilda 4. Schönborn1 5. Tröbitz 2. Kleine Elster (Niederlausitz) 1. Crinitz 2. Lichterfeld-Schacksdorf 3. Massen-Niederlausitz1 4. Sallgast 3. Plessa 1. Gorden-Staupitz 2. Hohenleipisch 3. Plessa1 4. Schraden | 4. Schlieben 1. Fichtwald 2. Hohenbucko 3. Kremitzaue 4. Lebusa 5. Schlieben1, 2 5. Schradenland 1. Gröden1 2. Großthiemig 3. Hirschfeld 4. Merzdorf |
| 1sede do Amt; 2cidade | | |